# Grégoire Massengo
Grégoire Massengo é um escultor africano que teve uma influência considerável desde a década de 1950 até à sua morte em 1978. Juntamente com o seu primo Benoit Konongo, é o representante mais conhecido da escola Muta Mayola, movimento artístico que nasceu por volta de 1930 no arredores de Brazavile.

## Biografia
Nascido por volta de 1910 em Taba, no distrito de Kinkala, Grégoire Massengo conheceu a escultura em madeira por seu tio materno Muta Mayola, um escultor tradicional Téké que se tornou famoso por trabalhar sob encomenda tanto para chefes de aldeia quanto para colonos.
Começou a expor em Brazzaville em 1940 com o seu jovem primo Benoit Konongo. Konongo foi descoberto pelo arquitecto Roger Errel, que o fez ingressar nas Artes Aplicadas de Brazzaville. Quando o seu tio Muta Mayola deixou a aldeia de Kingoma em 1945 para decorar a casa do segurador Charles Lejeune na Corniche de N'Galiema em Léopoldville, do outro lado do rio Congo, Massengo assumiu a sua oficina.
No final da década de 1940, o representante das autoridades coloniais contratou-o para esculpir a sua casa em Kinkala, capital da região de Pool. Esta obra rendeu ao escultor tanta fama na região de Brazzaville que a população local rebatizou a sua aldeia de Kingoma para Massengo.
A partir de então, Massengo trabalhou continuamente até ao fim dos seus dias, rodeado de numerosos alunos e assistentes. Contribuiu muito para modernizar a escultura tradicional e enriquecê-la com novos temas. Suas obras mais famosas são imponentes bustos esculpidos em madeira wengué, madeira preciosa cujas listras e nuances ele utilizou maravilhosamente. Devemos-lhe também um certo número de cabeças gigantes que podem ultrapassar um metro e vinte, bem como uma grande variedade de temas e monumentos. Artista e artesão, também produziu um grande número de cinzeiros antropomórficos, cachimbos tradicionais, xícaras, pratos, cadeiras de palanque e móveis. A partir da década de 1960 transformou sua oficina em escola e formou um número considerável de alunos em xilogravura.

## O busto da Rainha Ngalifourou
A sua escultura mais famosa no Congo é certamente o busto da rainha Ngalifourou, que foi erguido durante o seu funeral e ainda está na posse da família real Téké.

## Honras e prêmios
- Primeiro prêmio na exposição agrícola e artesanal do Município de Brazzaville em 6 de outubro de 1948
- Grande prêmio na feira de exposições de Brazzaville em 27 de agosto de 1953
- Primeiro prêmio de escultura na oitava exposição de obras realizada em Paris em 1953
- Vencedor de negociações no exterior em Paris 1955
- Cavaleiro da Ordem Congolesa de Devoção em 1962
- Diplomas de honra nas exposições nacionais de Brazzaville em 1965 e 1973

## Exposições internacionais
Presente nos principais eventos internacionais, Grégoire Massengo representou a República Popular do Congo nos festivais de Artes Negro-Africanas de Dakar em 1966 e de Lagos em 1977.

## Posteridade e referências na cultura popular
Grégoire Massengo é pai de dezessete filhos. Vários se tornaram escultores. Hoje dois dos seus netos, Brice Massengo e Guinel Massengo são escultores reconhecidos no Congo, que expõem por toda a África e representarão a sua cultura até à China.
O escultor doou parte de seu terreno à igreja católica. A paróquia de Saint-Grégoire de Massengo está hoje localizada ali.
Um personagem se chama Grégoire Massengo no romance Les cigognes sont immortelles de Alain Mabanckou, publicado em 2018 pela Editions du Seuil.

## Exposições póstumas temporárias
- Joysetta & Julius Pearse Museu Afro-Americano do Condado de Nassau, Nova York. Tam tam jogador em wengué
- Museu Etnográfico de Neufchâtel, coleção de bustos típicos e cinzeiro
- Museu Nacional de Barquisimeto MUBARQ na Venezuela, dois importantes bustos em wengué
- Entrada no palácio presidencial de Brazzaville, os congoleses e os congoleses, esculturas em wengu

## Galeria

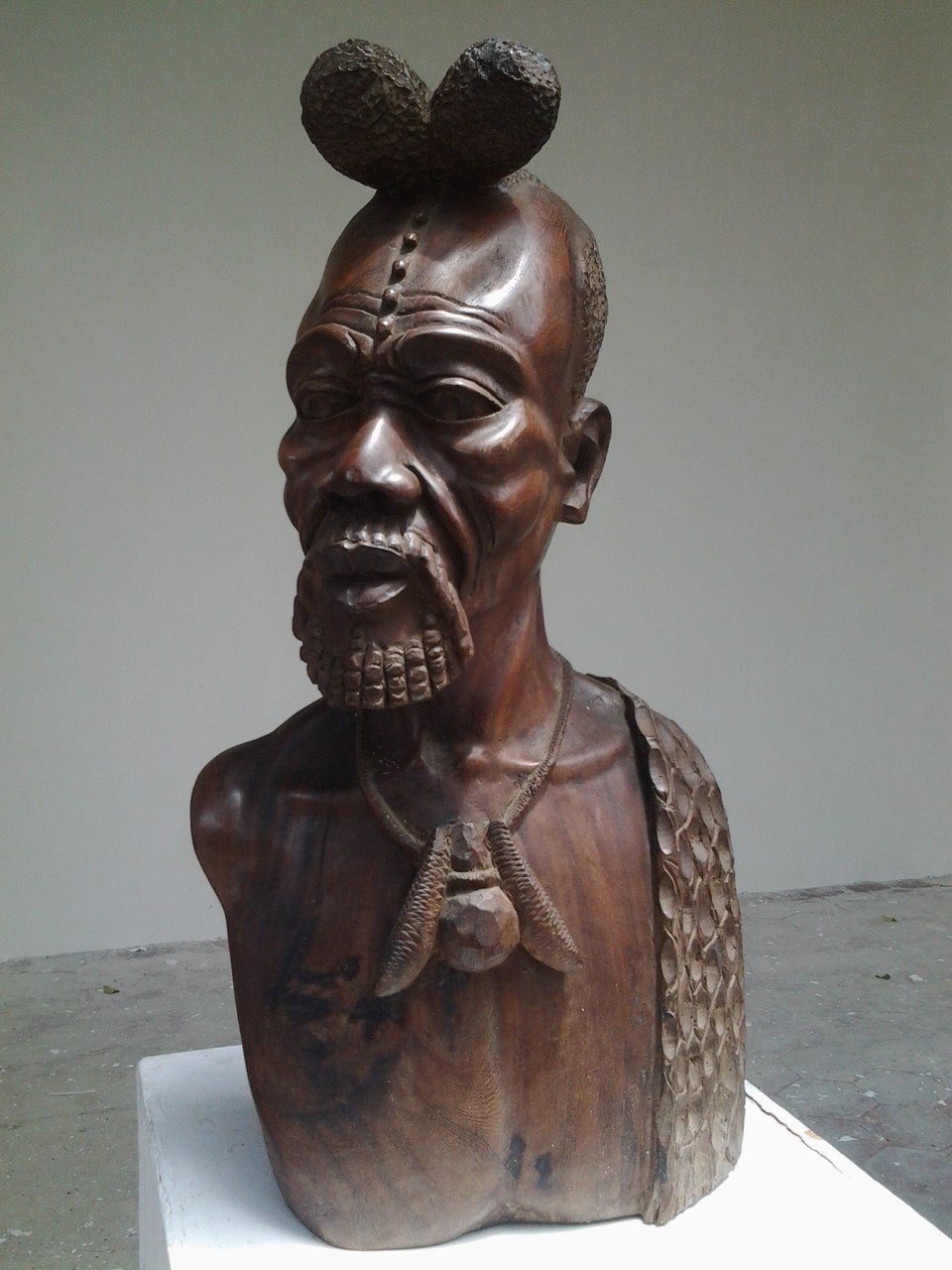
Gregoire Massengo. Congo. 1910-1978. Busto de homem congolês em wengué. 61,5x25,5x29 cm. Museu de Barquisimeto MUBARQ Venezuela

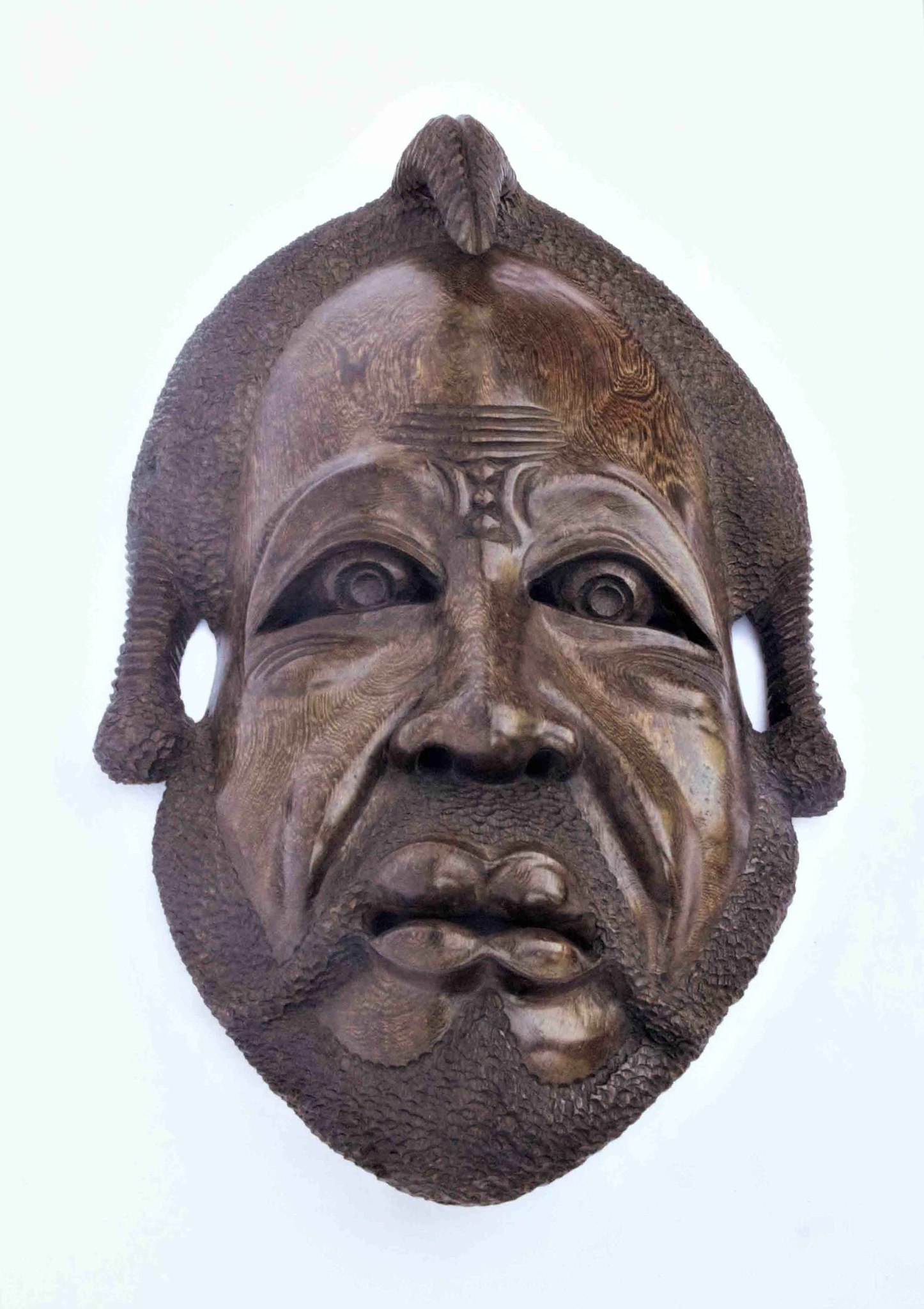
Máscara masculina Grégoire Massengo em wengué

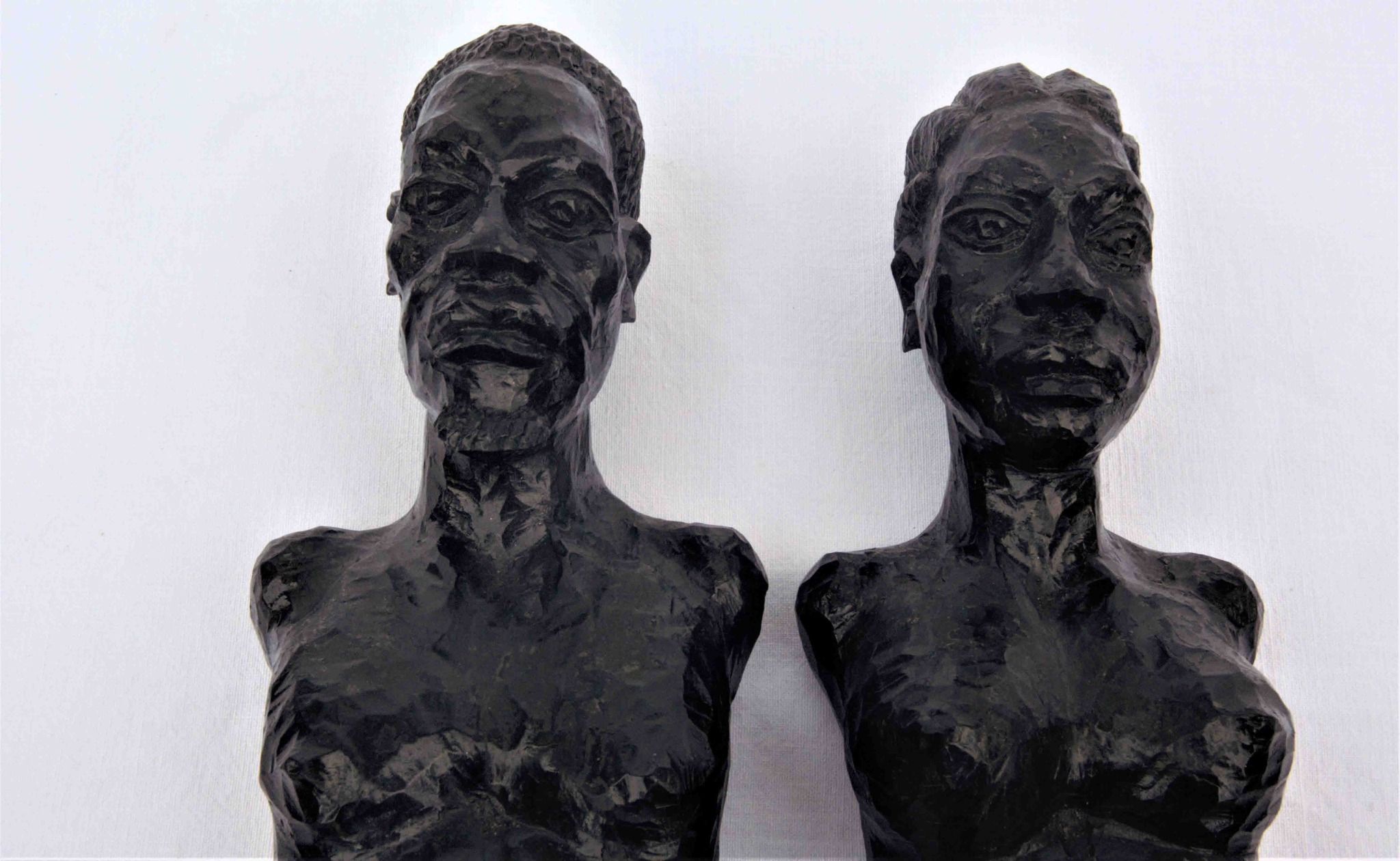
Grégoire Massengo, par de bustos de ébano preto